# Giangiacomo Guelfi
Giangiacomo Guelfi (Roma, 21 dicembre 1924 – Bolzano, 8 febbraio 2012) è stato un baritono italiano.

## Biografia
Intraprese dapprima gli studi in legge, per poi iniziare lo studio del canto con Titta Ruffo a Firenze e debuttare in Rigoletto a Spoleto nel 1950, nell'ambito del Teatro lirico sperimentale "Adriano Belli".
Due anni più tardi arrivò l'importante debutto alla Scala, cui seguirono apparizioni nei principali teatri italiani, tra i quali Napoli, Venezia, Firenze, Palermo, Roma, oltre a una regolare presenza all'Arena di Verona. Fu presente anche all'estero, in Europa (Londra, Lisbona, Berlino), e negli Stati Uniti d'America, esordendo alla Lyric Opera di Chicago nel 1954 e al Metropolitan nel 1970. Apparve anche a Buenos Aires e Rio de Janeiro.
È stato apprezzato nei ruoli verdiani di opere come Nabucco, I due Foscari, Macbeth, Attila, I vespri siciliani, oltre che in titoli dell'opera verista, quali Andrea Chénier, Tosca, La fanciulla del West, Cavalleria rusticana. Ha partecipato anche a lavori contemporanei, tra cui la prima de La figlia di Jorio di Ildebrando Pizzetti a Napoli nel 1954.
È possibile ascoltarlo in un'ampia discografia, in larga parte di registrazioni dal vivo.

## Repertorio
| Ruolo                                      | Titolo                 | Autore      |
| ------------------------------------------ | ---------------------- | ----------- |
| Escamillo                                  | Carmen                 | Bizet       |
| Fanuèl                                     | Nerone                 | Boito       |
| Billy Budd                                 | Billy Budd             | Britten     |
| Vincenzo Gellner                           | La Wally               | Catalani    |
| Enrico Ashton                              | Lucia di Lammermoor    | Donizetti   |
| Duca d'Alba                                | Il duca d'Alba         | Donizetti   |
| Alfonso IX                                 | La favorita            | Donizetti   |
| Gérard                                     | Andrea Chénier         | Giordano    |
| Neri Chiaramantesi                         | La cena delle beffe    | Giordano    |
| Artemidoro                                 | Armida                 | Gluck       |
| Valentino                                  | Faust                  | Gounod      |
| Compare Alfio                              | Cavalleria rusticana   | Mascagni    |
| Rinaldo                                    | Amica                  | Mascagni    |
| Un soldato                                 | Il piccolo Marat       | Mascagni    |
| Nélusko                                    | L'africana             | Meyerbeer   |
| Lavitskij                                  | Boris Godunov          | Musorgskij  |
| Cappelio Dapértutto Lindorf Dottor Miracle | I racconti di Hoffmann | Offenbach   |
| Lazaro di Roio                             | La figlia di Jorio     | Pizzetti    |
| Il Nunzio                                  | Ifigenia               | Pizzetti    |
| Barnaba                                    | La Gioconda            | Ponchielli  |
| Atto Curiazio                              | Gli Orazi              | Porrino     |
| Marcello                                   | La bohème              | Puccini     |
| Barone Vitellio Scarpia                    | Tosca                  | Puccini     |
| Sharpless                                  | Madama Butterfly       | Puccini     |
| Jack Rance                                 | La fanciulla del West  | Puccini     |
| Faraone                                    | Mosè e Faraone         | Rossini     |
| Guglielmo Tell                             | Guglielmo Tell         | Rossini     |
| Sommo Sacerdote di Dagone                  | Sansone e Dalila       | Saint-Saëns |
| Enrico VI                                  | Agnese di Hohenstaufen | Spontini    |
| Antigono                                   | Olimpia                | Spontini    |
| Nabucco                                    | Nabucco                | Verdi       |
| Don Carlo                                  | Ernani                 | Verdi       |
| Francesco Foscari                          | I due Foscari          | Verdi       |
| Ezio                                       | Attila                 | Verdi       |
| Macbeth                                    | Macbeth                | Verdi       |
| Conte di Tolosa                            | Gerusalemme            | Verdi       |
| Miller                                     | Luisa Miller           | Verdi       |
| Rigoletto                                  | Rigoletto              | Verdi       |
| Conte di Luna                              | Il trovatore           | Verdi       |
| Guido di Montforte                         | I vespri siciliani     | Verdi       |
| Simon Boccanegra                           | Simon Boccanegra       | Verdi       |
| Don Carlo                                  | La forza del destino   | Verdi       |
| Amonasro                                   | Aida                   | Verdi       |
| Jago                                       | Otello                 | Verdi       |
| Federico di Telramondo                     | Lohengrin              | Wagner      |
| Gianciotto Malatesta                       | Francesca da Rimini    | Zandonai    |

## Discografia

### Incisioni in studio
- Tosca, con Gigliola Frazzoni, Ferruccio Tagliavini, dir. Arturo Basile - Cetra 1955
- Aida, con Maria Curtis Verna, Franco Corelli, Miriam Pirazzini, Giulio Neri, dir. Angelo Questa - Cetra 1956
- Carmen (selez., in ital.), con Pia Tassinari, Franco Corelli, Margherita Benetti, dir. Arturo Basile - Cetra 1956
- La forza del destino (selez.), con Franco Corelli, dir. Arturo Basile - Cetra 1956
- Cavalleria rusticana, con Fiorenza Cossotto, Carlo Bergonzi, dir. Herbert von Karajan - DG 1965
- Cavalleria rusticana (Film-DVD), con Fiorenza Cossotto, Gianfranco Cecchele, dir. Herbert von Karajan, regia di Giorgio Strehler - Decca 1968

### Registrazioni dal vivo
- Attila, con Italo Tajo, Caterina Mancini, Gino Penno, dir. Carlo Maria Giulini - Venezia 1951 ed. GOP
- I due Foscari, con Maria Vitale, Carlo Bergonzi, dir. Carlo Maria Giulini - RAI-Milano 1951 ed. Cetra/Nuova Era/Melodram
- Il duca d'Alba, con Caterina Mancini, Aldo Bertocci, Dario Caselli, dir. Fernando Previtali - RAI-Roma 1952 ed. Melodram/Bongiovanni/GOP
- La Wally, con Renata Tebaldi, Mario Del Monaco, Renata Scotto, dir. Carlo Maria Giulini - La Scala 1953 ed. IDIS
- Agnese di Hohenstaufen, con Lucille Udovich, Franco Corelli, Francesco Albanese, Anselmo Colzani, dir. Vittorio Gui - Firenze 1954 ed. Melodram/Myto
- La fanciulla del west, con Eleanor Steber, Mario Del Monaco, Giorgio Tozzi, dir. Dimitri Mitropoulos - Firenze 1954 ed. Arkadia/Myto/Walhall
- Cavalleria rusticana, con Giulietta Simionato, Giuseppe Di Stefano, dir. Antonino Votto - La Scala 1955 ed. Myto/Opera D'Oro
- I vespri siciliani, con Anna De Cavalieri, Mario Filippeschi, Giulio Neri, dir. Tullio Serafin - Napoli 1955 ed. Bongiovanni
- Aida, con Antonietta Stella, Giuseppe Di Stefano, Giulietta Simionato, Nicola Zaccaria, dir. Antonino Votto - La Scala 1956 ed. Legato Classics/GOP
- La forza del destino, con Renata Tebaldi, Giuseppe Di Stefano, Giulio Neri, Fedora Barbieri - Dir. Gabriele Santini - Firenze 1956 ed. Paragon /Myto
- Il trovatore (selez.), con Anita Cerquetti, Carlo Bergonzi, Jean Madeira, dir. Rocco Guadagno - Buenos Aires 1957 ed. House of Opera
- Tosca, con Zinka Milanov, Franco Corelli, dir. Alexander Gibson - Londra 1957 ed. Legato Classics
- I due Foscari, con Leyla Gencer, Mirto Picchi, dir. Tullio Serafin - Venezia 1957 ed. Cetra/Melodram/Myto
- Nerone, con Mario Petri, Anna De Cavalieri, Mirto Picchi, dir. Franco Capuana - Napoli 1957 ed. Cetra/GOP/Opera D'Oro
- Carmen (in ital.), con Giulietta Simionato, Franco Corelli, Mirella Freni, dir. Pierre Dervaux - Palermo 1959 ed. GOP
- Il trovatore, con Franco Corelli, Mirella Parutto, Fedora Barbieri, dir. Gabriele Santini - Napoli 1960 ed. Myto
- Aida, con Gabriella Tucci, Gastone Limarilli, Adriana Lazzarini, Giuseppe Modesti, dir. Arturo Basile - RAI-Roma 1960 ed. Walhall
- La fanciulla del west, con Renata Tebaldi, Daniele Barioni, Carlo Cava, Piero De Palma, Silvio Maionica, dir. Arturo Basile - RAI-Roma 1961 ed. Opera D'Oro
- Tosca (DVD), con Renata Tebaldi, Gianni Poggi, dir. Arturo Basile - Tokyo 1961 ed. VAI
- Attila, con Boris Christoff, Margherita Roberti, Gastone Limarilli, dir. Bruno Bartoletti - Firenze 1962 ed. Myto/Opera D'Oro
- Cavalleria rusticana, con Giulietta Simionato, Franco Corelli, dir. Gianandrea Gavazzeni - La Scala 1963 ed. Myto/Opera D'Oro
- Jérusalem, con Leyla Gencer, Giacomo Aragall, dir. Gianandrea Gavazzeni - Venezia 1963 ed. Melodram
- Aida (video atti 1, 2 e 3), con Leyla Gencer, Gastone Limarilli, Giulietta Simionato, Bonaldo Giaiotti, dir. Tullio Serafin - Verona 1963 ed. Charles Handelman
- I vespri siciliani, con Leyla Gencer, Gastone Limarilli, Nicola Rossi-Lemeni, dir. Gianandrea Gavazzeni - Roma 1964 ed. Melodram/Gala
- Tosca, con Magda Olivero, Flaviano Labò, dir. Francesco Molinari Pradelli - Rio de Janeiro 1964 ed. Opera Lovers
- Nabucco, con Elena Souliotis, Nicolai Ghiaurov, Gianni Raimondi, dir. Gianandrea Gavazzeni - La Scala 1966 ed. GOP/Melodram
- La Gioconda, con Elena Souliotis, Renato Cioni, Fiorenza Cossotto, Ivo Vinco, dir. Nino Sanzogno - Chicago 1966 ed. Lyric Distribution
- Lucia di Lammermoor, con Renata Scotto, Gianni Raimondi, Agostino Ferrin, dir. Claudio Abbado - La Scala 1967 ed. Nuova Era/Memories
- Aida, con Virginia Zeani, Gianfranco Cecchele, Grace Bumbry, Nikola Gjuzelev, dir. Fernando Previtali - Napoli 1967 ed. Bongiovanni
- Macbeth, con Leyla Gencer, Lorenzo Gaetani, Giorgio Casellato Lamberti, dir. Gianandrea Gavazzeni - Venezia 1968 ed. Mondo Musica/Premiere Opera
- Attila, con Ruggero Raimondi, Antonietta Stella, Gianfranco Cecchele, dir. Riccardo Muti - RAI-Roma 1970 ed. Memories/Opera D'Oro
- La Gioconda, con Leyla Gencer, Gianni Raimondi, Franca Mattiucci, Ruggero Raimondi, Anna Di Stasio, dir. Bruno Bartoletti - Roma 1971 ed. Melodram
- La boheme, con Luisa Maragliano, Franco Corelli, Elvidia Ferracuti, Nicola Zaccaria, dir. Franco Mannino - Macerata 1971 ed. Opera Lovers
- L'africana, con Jessye Norman, Veriano Luchetti, Agostino Ferrin, dir. Riccardo Muti - Firenze 1971 ed. Opera D'Oro